# Lallo Circosta
Ilario Circosta, detto Lallo (Roma, 29 giugno 1968), è un comico e imitatore italiano.

## Biografia
A 21 anni entra a far parte di un coro lirico come bas-baritono, interpretando con il maestro Alfredo D'Angelo varie opere liriche di repertorio e partecipando ad alcune tournée.
Nel frattempo, entra a far parte del gruppo Talent Scout Band di Nicoletta Costantino e nel 1992 incide il disco Le più belle canzoni degli anni 50, 60, 70, 80, 90, 100, 110 e lode con Nino Frassica e il gruppo del Monofestival. Nel 1994 fonda la band Lallo e i Fusi Orari con la quale realizza oltre 320 serate nei locali, teatri e piazze di tutta Italia.
Nel 1996 la band vince il Festival Sogni e canzoni - Musica per la solidarietà con il brano L'isola della fantasia.
È noto per la sua partecipazione alla trasmissione Guida al campionato, nella quale imita vari personaggi come Antonio Cassano, David Beckham, Ronaldinho, Gian Piero Galeazzi, Maradona e Ronaldo.
In passato ha lavorato come cantante comico con Nino Frassica, a Forum, con Gino Cogliandro e anche nella trasmissione Libero, con Teo Mammucari.
Dalla stagione 2010-2011 collabora col programma radiofonico di Radio2 610, condotto da Lillo & Greg.
Nel 2012 partecipa ad alcuni film tra i quali Buona giornata e Operazione vacanze.

## Filmografia

### Cinema
- Una cella in due, regia di Nicola Barnaba (2011)
- Una notte da paura, regia di Claudio Fragasso (2011)
- Operazione vacanze, regia di Claudio Fragasso (2012)
- Buona giornata, regia di Carlo Vanzina (2012)
- Colpi di fulmine, regia di Neri Parenti (2012)
- Tutto molto bello, regia di Paolo Ruffini (2014)
- Ma tu di che segno 6?, regia di Neri Parenti (2014)
- Confusi e felici, regia di Massimiliano Bruno (2014)
- Natale col boss, regia di Volfango De Biasi (2015)
- L'abbiamo fatta grossa, regia di Carlo Verdone (2016)
- Poveri ma ricchissimi, regia di Fausto Brizzi (2017)
- Nati 2 volte, regia di Pierluigi Di Lallo (2019)
- D.N.A. - Decisamente non adatti, regia di Lillo & Greg (2020)
- Gli idoli delle donne, regia di Eros Puglielli, Lillo & Greg (2022)
- Volevo un figlio maschio, regia di Neri Parenti (2023)
- Il tempo che ci vuole, regia di Francesca Comencini (2024)

### Televisione
- Guida al campionato (2009)
- Base Luna (2011)
- Tutte le strade portano a... (2013)
- La mia mamma suona il rock, regia di Massimo Ceccherini – film direct-to-video (2013)
- Don Matteo – serie TV (2013)
- 610 – programma radiofonico (2013)
- 4 misteri e un funerale, regia di Federico Marsicano - serie TV (2022)
- A Capodanno tutti da me, regia di Toni Fornari e Andrea Maia – film TV (2025)

## Teatro
- Il mio secondo matrimonio, Teatro Sistina, in onda su Rai 2 nel novembre 2012.
- Ce ne faremo una ragione, Teatro Testaccio (2016)

## Radio
- Conduttore della trasmissione comica ATZ in onda su Radio Radio 104.5 MHz e sul canale Sky 918, (2005)-(2008)
- 610, con Lillo & Greg, Rai Radio 2 (2010)-(2015)